# Мирное (Лозовский район)
Мирное (укр. Мирне), село, 
Комсомольский сельский совет,
Лозовский район,
Харьковская область.
Код КОАТУУ — 6323982003. Население по переписи 2001 года составляет 279 (134/145 м/ж) человек.

## Географическое положение
Село Мирное находится на расстоянии в 4 км от сёл Полтавское, Михайловка, Федоровка и посёлка Миролюбовка.
По селу протекает пересыхающий ручей с запрудами.

## История
- 1929 — дата основания.